# Syri i kaltër
Syri i kaltër (hrvatski: Plavo oko) je izvor vode i prirodni fenomen koji se nalazi u blizini Muzinë u Vlorskom okrugu u Albaniji. 
Izvor je popularna turistička atrakcija, bistra plava voda s mjehurićima koja izvire je zapanjujuća. Bazen izvora dubok je preko pedeset metara. Ronioci su se spustili na pedeset metara, ali još uvijek nije poznata stvarna dubina.
Izvor je dio prirodnog rezervata čije je površina 180 ha, a karakterizira ga hrastova šuma i divlje smokve. U ljeto 2004. godine izvor je privremeno presušio.
Ovo je početni izvor vode rijeke Bistricë, koja je duga 25 km, a ulijeva se u Jonsko more, južno od Sarandë.
Izvor se nalazi na 152 metra nadmorske visine, ima prosječni istjek od 18400 l/s.

## Vanjske poveznice
- | Logotip Zajedničkog poslužitelja | Zajednički poslužitelj ima još gradiva o temi Syri i kaltër |
- Syri I Kalter  Arhivirana inačica izvorne stranice od 14. svibnja 2017. (Wayback Machine) na Sarandaweb.com